# Ludovic Stewart, II duca di Lennox
Ludovic Stewart, II duca di Lennox e I duca di Richmond (29 settembre 1574 – 16 febbraio 1624), è stato un nobile e politico scozzese.

## Biografia

### Giovinezza

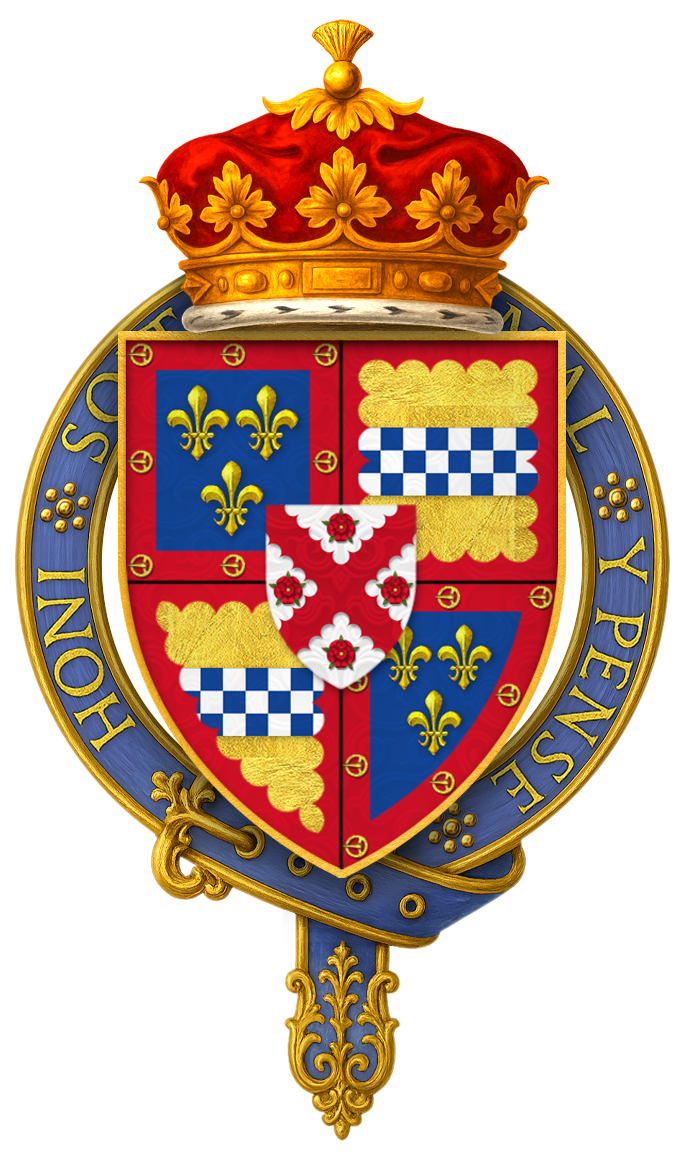
Stemma del Duca di Lennox. Da notare le insegne dell'Ordine della Giarrettiera

Era il figlio di Esmé Stewart, I duca di Lennox, e di sua moglie, Catherine de Balsac. Il 14 novembre 1583, alla morte del padre, divenne il Duca di Lennox.
Nel 1591 è stato nominato Lord High Admiral di Scozia in seguito alla disgrazia di Frances Stewart, conte di Bothwell. Nel 1623 gli furono concessi i titoli di Conte di Newcastle e di Duca di Richmond.

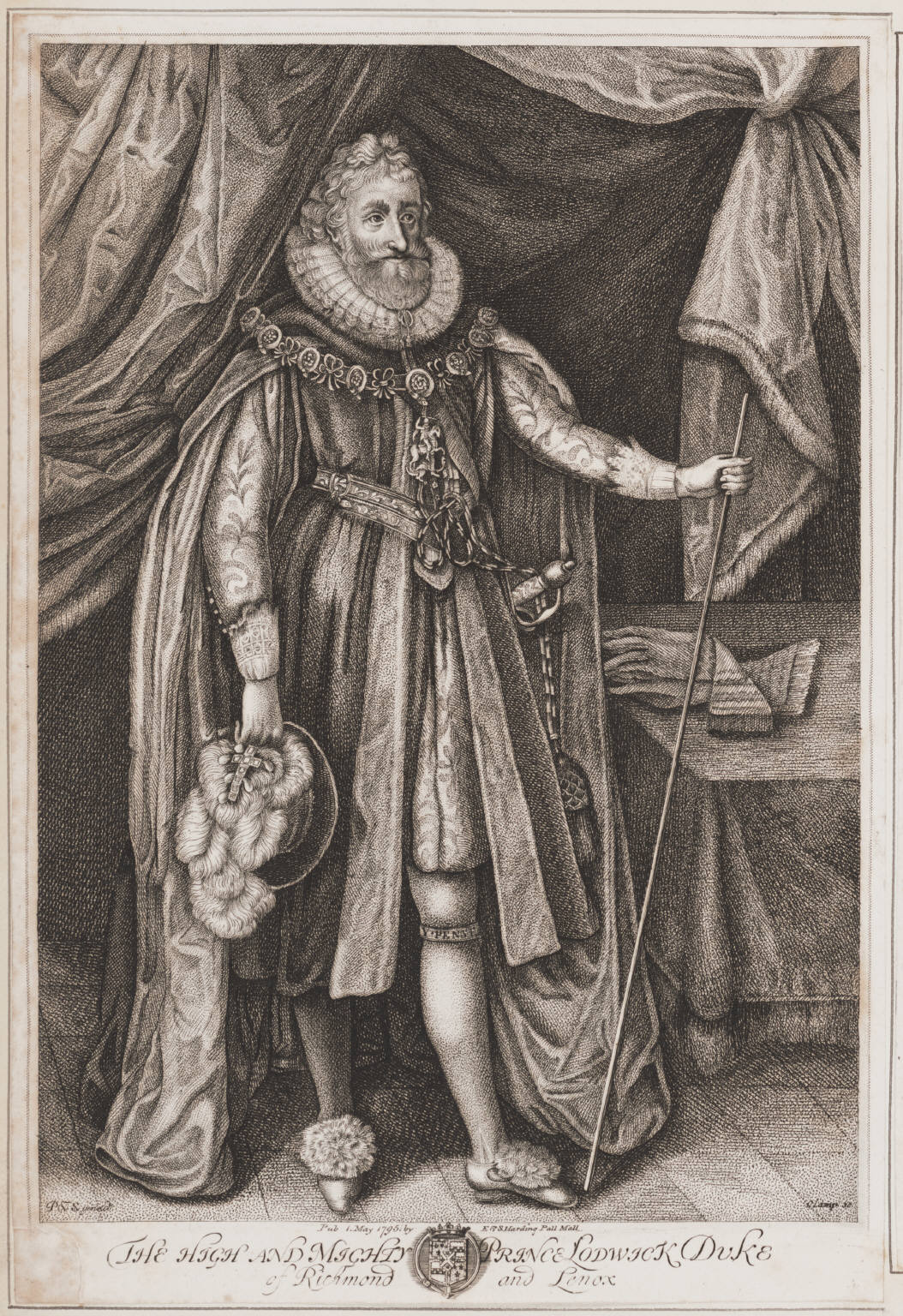
Ludovic in una stampa d'epoca

Ludovic fu coinvolto nella colonizzazione del Maine nella Nuova Inghilterra. Richmond Island e Cape Richmond, così come Richmond, Maine (ex Fort Richmond), portano il suo nome.

### Matrimoni

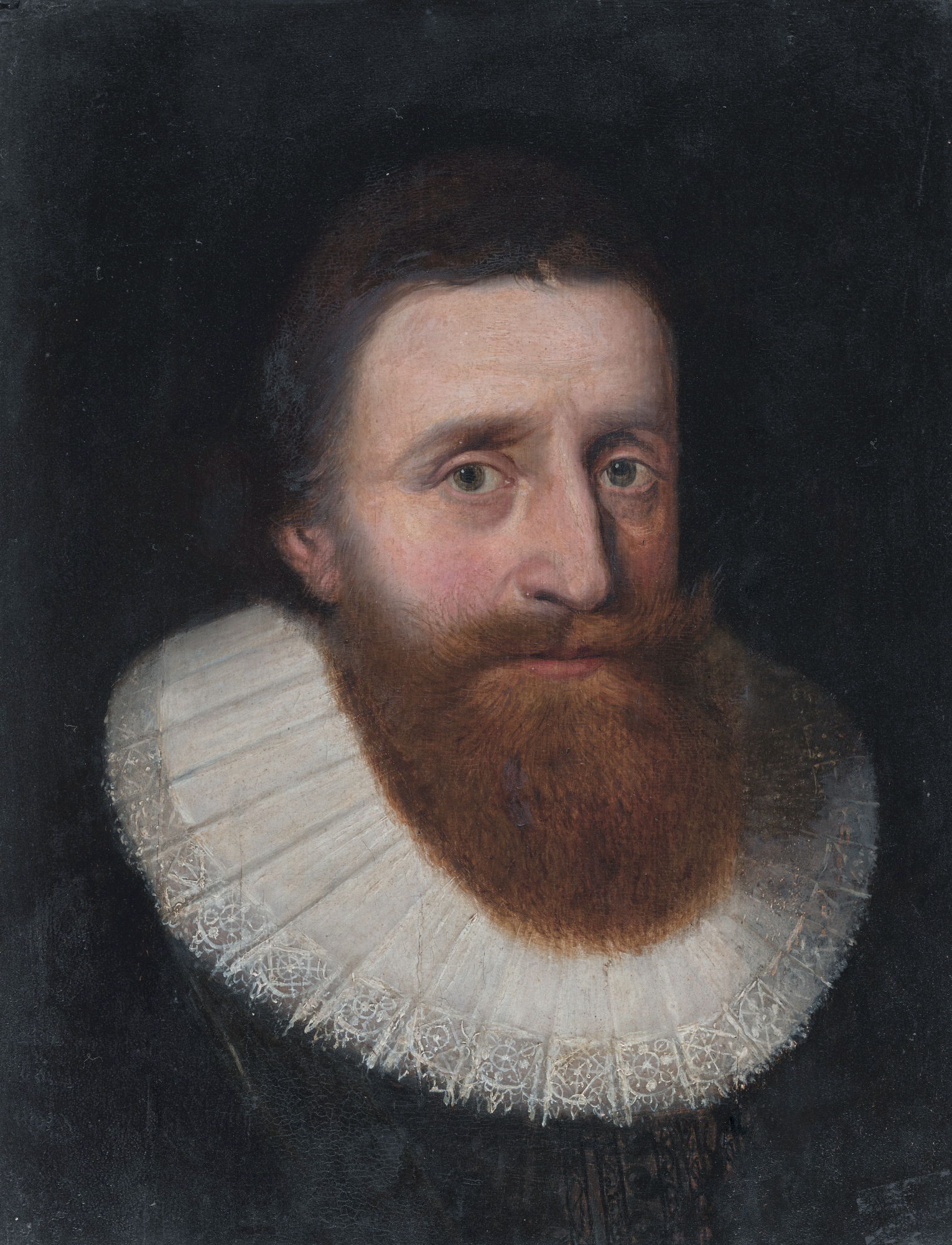
Il duca Ludovic di Lennox e Richmond in un ritratto seicentesco

Ludovic sposò, nel giugno 1590, Sophia Ruthven, figlia di William Ruthven, I conte di Gowrie.
Sposò, in seconde nozze, nell'agosto 1598, Jean Campbell, pronipote di Giacomo IV di Scozia. Jean morì nel 1610.

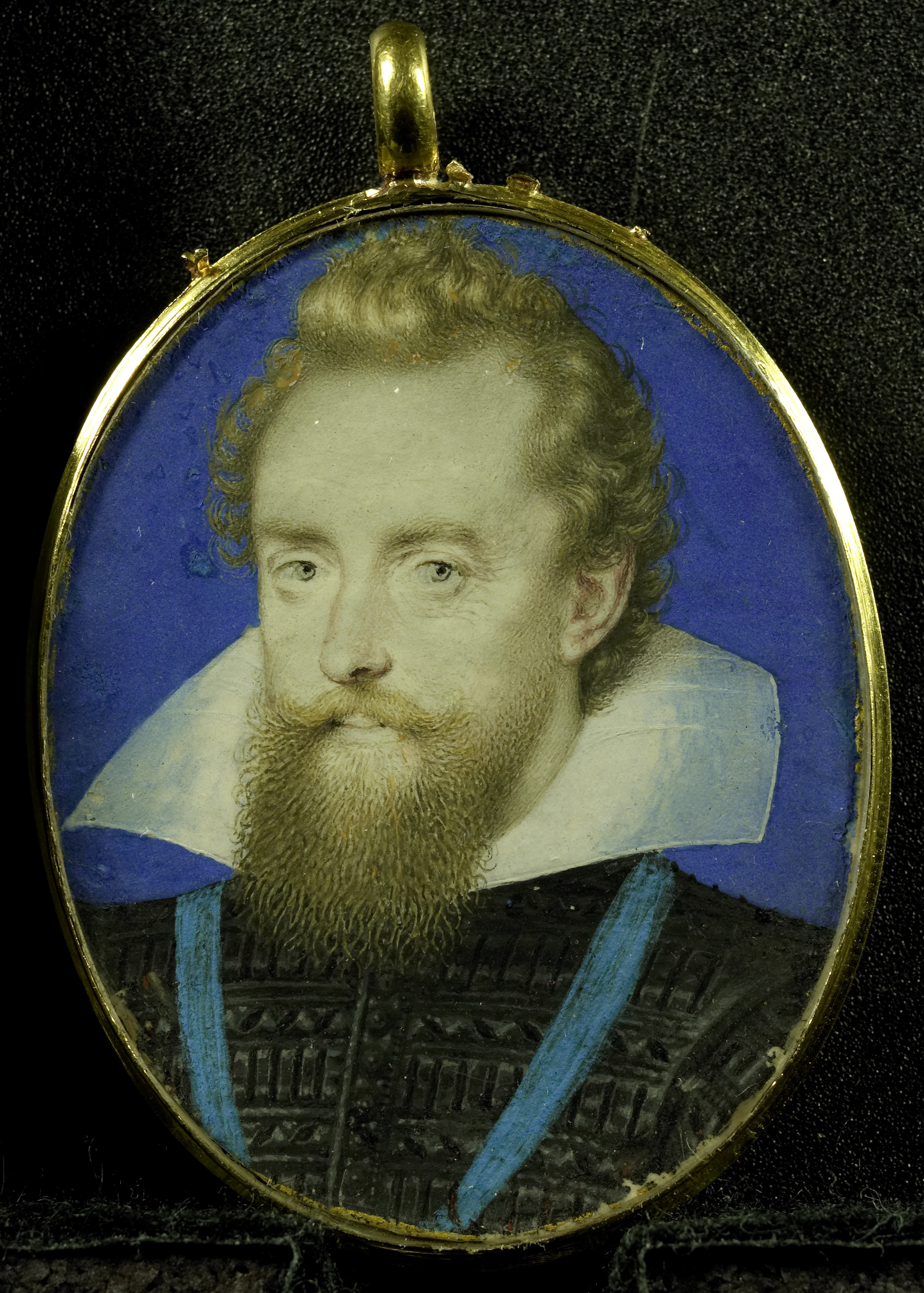
Ludovic Stewart (o Thomas Howard) in una miniatura di Isaac Oliver

Sposò, in terze nozze, Frances Howard, figlia di Thomas Howard, I visconte di Howard Bindon, il 16 giugno 1621.

### Morte

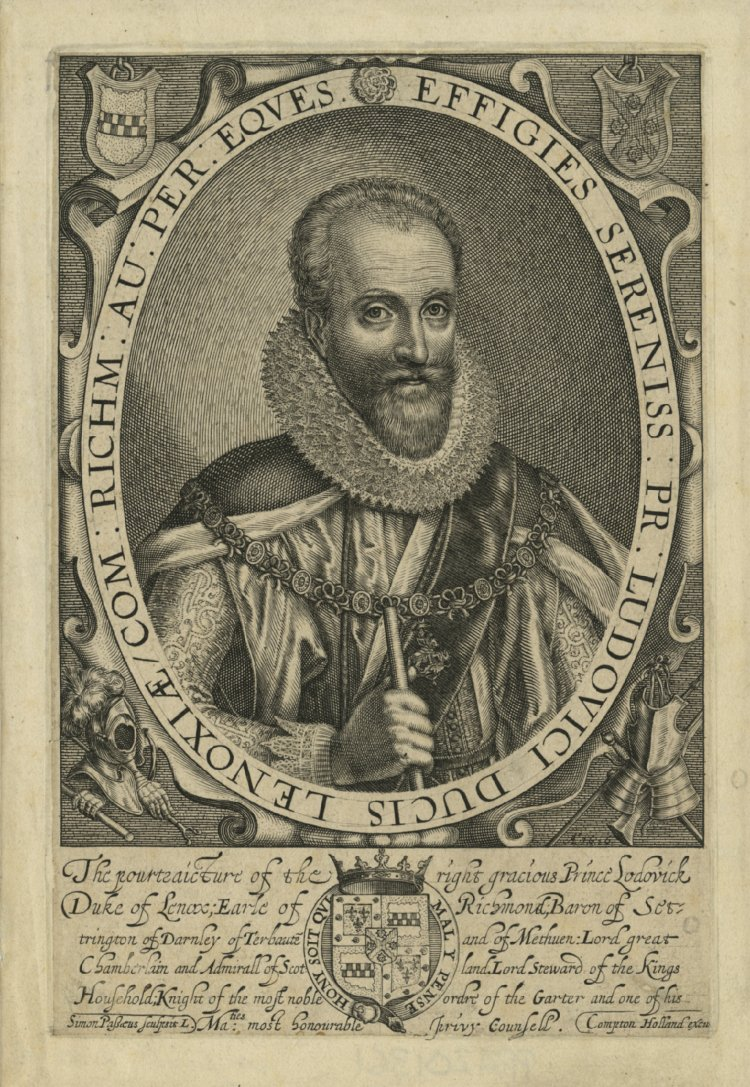
Ritratto di Ludovic Stewart, II duca di Lennox
Simon de Passe, British Museum (1620-1623)

Morì nel 1624, a 49 anni e fu sepolto nell'Abbazia di Westminster, Londra.